# Kamilla Bjorlin
Kamilla Bjorlin, ursprungligen Östholm, född den 31 december 1970 i Lundby församling, är en svensk skådespelare och fotomodell.
Bjorlin är styvdotter till den svenske kompositören Ulf Björlin. Precis som sin styvsyster Nadia Björlin har hon gjort sig en karriär som underhållare. Förutom att vara modell har hon varit aktiv i den egna musikaliska gruppen Touch som hade sin storhetstid på 1990-talet.
Bjorlin har gjort en okrediterad roll i ett avsnitt av TV-såpan Våra bästa år. Hon har också haft småroller i filmer som Helens små underverk och En prinsessas dagbok 2.
I april 2017 stämdes Bjorlin och hennes helägda bolag Lidingo Holdings, LLC av United States Securities and Exchange Commission för otillbörlig marknadspåverkan.

### Fotnoter
1. ↑  Sveriges befolkning
1980:
Östholm, Kamilla
2. 1 2  ”Kamilla Björlin”. IMDb.com. http://www.imdb.com/name/nm1531149/. Läst 14 oktober 2012.
3. ↑  ”Lidingo Holding, LLC”. Securities and Exchange Comission. https://www.sec.gov/litigation/complaints/2017/comp-pr2017-79-a.pdf/. Läst 17 april 2017.